# Residencia Faber
La Residencia Faber (del latín faber, artesano, obrero, forjador…) es una residencia de artes, ciencias y humanidades ubicada en la ciudad de Olot (Cataluña) inaugurada el otoño de 2016 y dirigida por Francesc Serés. Más concretamente, está ubicada en el Hotel Riu Fluvià.

## Historia
La idea del proyecto surgió del concejal de cultura de Olot, Josep Berga, el 2012, quien quería establecer una residencia creativa que fuera más allá de un escenario local, que pudiera ser pensada en clave nacional. Berga contactó con quien posteriormente sería el primer director del centro, Francesc Serés, escritor que ya había visitado otras residencias de escritores, como la Ledig House, en los Estados Unidos, o en Burdeos, para pensar el proyecto.
La idea inicial era fomentar una retroalimentación entre profesionales extranjeros y catalanes, tratando temáticas artísticas, literarias, periodísticas, científicas o incluso religiosas. El proyecto nació con un presupuesto de 150.000 euros anuales, aportados al 50% por el Ayuntamiento de Olot y por el Departamento de Cultura de la Generalidad de Cataluña.
Los primeros residentes llegaron en septiembre de  2016, y entre los integrantes se encontraban la escritora y periodista Anna Ballbona, autora de Joyce y las gallinas, el escritor inglés Philip Hoare y el salvadoreño Jorge Galán, entre otros. Las estancias duran aproximadamente un mes.